# 20000 Varuna
20000 Varuna là một tiểu hành tinh vành đai Kuiper và đang được xem xét để xếp vào hành tinh lùn. Tên chỉ định của nó là 2000 WR106 và đã được khám phá phục hồi lại trong các tấm đĩa có niên đại từ năm 1954.

## Lịch sử

### Khám phá
Varuna được phát hiện vào ngày 28 tháng 11 năm 2000, theo khảo sát của Spacewatch, do nhà thiên văn học người Mỹ Robert McMillan dẫn đầu và tiến hành tại Đài thiên văn quốc gia Kitt Peak gần Tucson, Arizona. Nó đã được chỉ định tạm thời 2000 WR106 và đã được đặt trước trong các tấm có từ năm 1954.

### Đặt tên
Varuna được đặt theo tên của một vị thần Hindu. Varuna là một trong những vị thần quan trọng nhất của người Ấn Độ cổ đại, và ông chủ trì vùng nước của thiên đường và đại dương và là người bảo vệ sự bất tử. Do sự liên kết của ông với vùng biển và đại dương, ông thường được đồng nhất với thần Hy Lạp Poseidon và Hải vương La Mã. Varuna nhận được số hành tinh nhỏ số 20000 vì đây là khối lớn nhất được tìm thấy cho đến nay và được cho là lớn như Ceres.

## Kích thước
Kích thước của các vật thể vành đai Kuiper lớn có thể được xác định bằng các quan sát đồng thời phát xạ nhiệt và ánh sáng mặt trời phản xạ. Thật không may, các biện pháp nhiệt, về bản chất là yếu đối với các vật thể ở xa, bị cản trở hơn nữa bởi sự hấp thụ khí quyển của Trái đất, bởi vì chỉ có 'đuôi' phát thải yếu mới có thể tiếp cận được với các quan sát trên Trái đất. Ngoài ra, các ước tính phụ thuộc vào mô hình với các tham số chưa biết (ví dụ: hướng cực và quán tính nhiệt) sẽ được giả định. Do đó, các ước tính của suất phản chiếu khác nhau, dẫn đến đôi khi có sự khác biệt đáng kể về kích thước được suy ra. Ước tính đường kính của Varuna đã thay đổi từ 500 đến 1.060 km. Các phép đo nhiệt đa băng từ Đài quan sát vũ trụ Herschel năm 2013 mang lại đường kính 668 + 154 −86 km.

## Có khả năng là hành tinh lùn

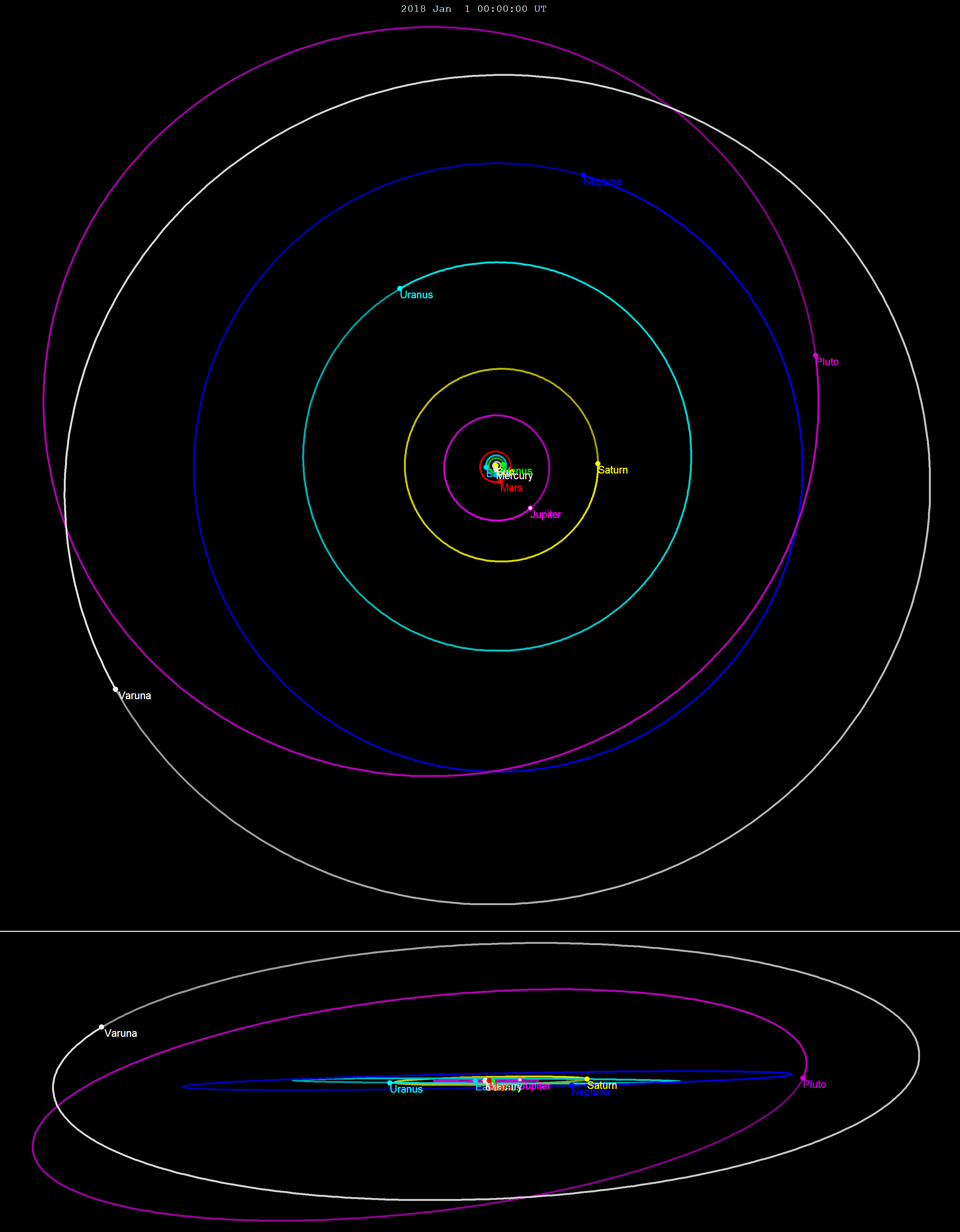
Quỹ đạo của 20000 Varuna, nhìn từ trên và từ phía cạnh.

IAU đã không phân loại nó là một hành tinh lùn. Tuy nhiên, Michael Brown đặt nó ở mức cao của "rất có thể", và Gonzalo Tancredi (2010) phân loại nó là "được chấp nhận" do mật độ bằng hoặc cao hơn nước, nhưng không được thực hiện trực tiếp khuyến nghị cho sự bao gồm của nó.

## Quỹ đạo
Varuna được phân loại là một vật thể ngoài Sao Hải Vương cổ điển và đi theo quỹ đạo gần tròn với trục bán chính là ≈43 AU, tương tự như của Quaoar nhưng nghiêng hơn. Thời kỳ quỹ đạo của nó tương tự Quaoar ở thời điểm 283 năm. Hình ảnh cho thấy chế độ xem cực (trên cùng; quỹ đạo của Varuna màu xanh lam, sao Diêm Vương màu đỏ, sao Hải Vương màu xám). Các hình cầu minh họa các vị trí hiện tại (tháng 4 năm 2006), kích thước và màu sắc tương đối. Perihelia (q), aphelia (Q) và ngày của đoạn văn cũng được đánh dấu. Các quỹ đạo của Varuna và Sao Diêm Vương có độ nghiêng tương tự nhau và được định hướng tương tự nhau (các nút của cả hai quỹ đạo này khá gần nhau). Ở 43 AU và trên quỹ đạo gần tròn, không giống như Sao Diêm Vương, trong cộng hưởng quỹ đạo 2: 3 với Sao Hải Vương, Varuna không bị nhiễu loạn đáng kể từ Sao Hải Vương. Khung nhìn chiết trung minh họa việc so sánh quỹ đạo gần tròn của Varuna với Sao Diêm Vương (rất lập dị, e = 0,25), cả hai đều nghiêng tương tự nhau. Hiện tại, điểm tiếp cận gần nhất có thể với Sao Hải Vương (MOID) là 12,77 AU (1,91 tỷ km).

## Đặc điểm vật lý

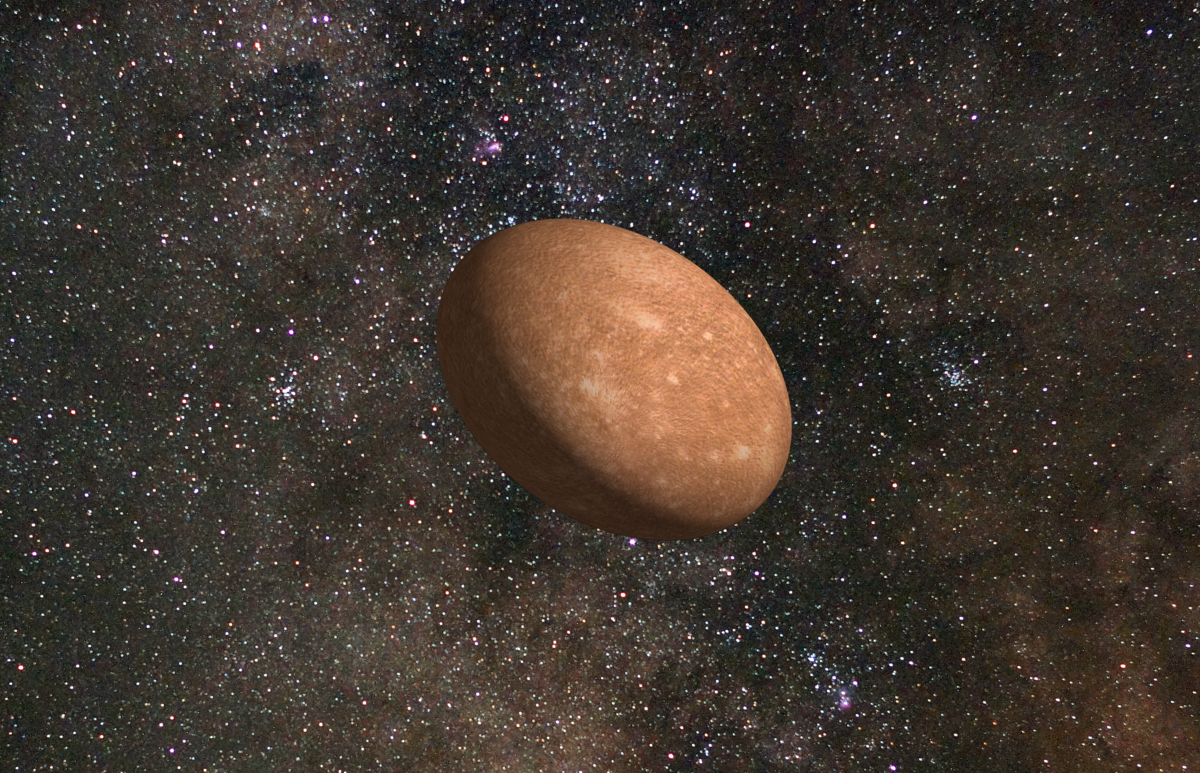
Ảnh minh hoạ 20000 Varuna trong vũ trụ.

Varuna có thời gian quay khoảng 6,34 giờ. Nó có một đường cong ánh sáng hai đỉnh. Với tốc độ quay nhanh, hiếm khi có vật thể quá lớn, Varuna được cho là hình cầu thuôn dài (tỷ lệ trục 2: 3), với mật độ trung bình khoảng 1 g / cm3 (gần bằng mật độ của nước). [24] Kiểm tra đường cong ánh sáng của Varuna đã phát hiện ra rằng mô hình phù hợp nhất cho Varuna là một hình elip ba trục với các trục a, b, c theo tỷ lệ trong phạm vi b / a = 0,63, 0,80 và c / a = 0,45. mật độ lớn 0,992 + 0,086 −0.015 g / cm3. Kể từ khi phát hiện ra Varuna, Haumea, một vật thể khác, thậm chí lớn hơn, quay nhanh (3,9 giờ), đã được phát hiện và cũng được cho là có hình dạng thon dài. Bề mặt của Varuna có màu đỏ vừa phải (tương tự Quaoar) và một lượng nhỏ nước đá đã được phát hiện trên bề mặt của nó. Một nghiên cứu gần đây về thành phần bề mặt của Varuna. Sau khi nghiên cứu quang phổ tương ứng với các pha quay khác nhau, họ không tìm thấy bất kỳ dấu hiệu nào cho thấy sự biến đổi bề mặt. Họ cũng nhận thấy rằng thành phần có thể xảy ra nhất đối với bề mặt của Varuna là hỗn hợp silicat vô định hình (25%), chất hữu cơ phức tạp (35%), carbon vô định hình (15%) và nước đá (25%). Tuy nhiên, họ cũng thảo luận về một thành phần bề mặt có thể khác có chứa tới 10% băng metan. Đối với một vật thể có đặc điểm của Varuna, sự hiện diện của khí metan dễ bay hơi không thể là nguyên thủy, do đó, một sự kiện, chẳng hạn như tác động năng lượng, sẽ cần thiết để giải thích sự hiện diện của nó trên bề mặt.